# 폴란드 인민공화국 해군
폴란드 인민공화국 해군은 폴란드 인민공화국의 해군이었다.

## 개요
폴란드 인민공화국 정부는 1945년 7월 7일, 그디니아에 사령부를 둔 폴란드 인민공화국 해군을 창설하였다. 공산주의 체제 하에서 폴란드 인민공화국 해군은 괄목할 만한 발전을 경험했다. 독립적인 상륙병과인 해병대가 창설되었고 매우 큰 규모로 성장했으며, 보유 함정도 급격하게 증가했다.

## 장비
1980년대에 이르면 소련제 구축함 2척, 미사일 구축함 2척, 잠수함 13척, 미사일고속정 17척을 포함한 90척의 수상함과 40척의 보급/비전투함을 보유하게 되었다. 1970년 폴란드는 소련제 코틀린급 구축함 스프라볘들릐븨를 인도받았고, ORP 바르샤바로 취역시켰다. 폴란드 해군은 자력건조 프리깃인 카슈브급을 7척 발주했으나, 재정난으로 1척 건조에 그치고 말았다. 또한 비소련 바르샤바 조약국 중 처음으로 신예 디젤잠수함 킬로급을 운용했으며, 두척을 더 받으려 했지만 이뤄지지 못했다.
1980년대 폴란드 해군의 전력은 다음과 같았다:
- 코틀린급 구축함 1척:(ORP 바르샤바,1986년 퇴역)
- 카신급 구축함 1척:(ORP 바르샤바-상단 함의 후계임)

- 카슈브급 호위함 1척:(ORP 카슈브)
- 킬로급 잠수함 1척:(ORP 오르제우)
- 위스키급 잠수함 2척
- 오사급 고속정 12척
- 상륙정 12척

## 대 나토 전쟁에서의 폴란드 해군
폴란드 해군의 전시 임무는 발트 해의 제해권을 확보하고 덴마크와 북부 독일지역에 상륙전을 펼치는 것이었다.

## 폴란드 인민공화국 해병대
제7 뤼지카 상륙사단은 폴란드의 정예병력중 하나로 해안 전선군(북부 전선군)에 배속되어 전시에 북독일과 덴마크에 상륙하는 임무를 가지고 있었다.

## 참고 자료
- Simon, Jeffrey;(1988)《NATO-Warsaw Pace force mobilization》 NATIONAL DEFENSE UNIV WASHINGTON DC.